# Maladie du dragon jaune
Pour les articles homonymes, voir HLB.
La maladie du dragon jaune (黃龍病 Huánglóngbìng en chinois, HLB) ou verdissement des agrumes et plus rarement maladie des pousses jaunes est une maladie bactérienne mortelle des agrumes. Elle est répandue en Asie, en Afrique, et désormais aussi en Amérique Tropicale et subtropicale. L'agent pathogène bactérien est transmis par des insectes vecteurs.
Cette maladie a été décrite pour la première fois en 1929 et signalée pour la première fois en Chine en 1943. La variante africaine a été signalée pour la première fois en 1947 en Afrique du Sud, où elle est encore très répandue. Les premiers symptômes de la maladie ont été observés en 2004 dans des vergers d’agrumes au Brésil. La maladie s'est depuis fortement répandue au Brésil, dans plusieurs autres états d'Amérique du Sud et d'Amérique Centrale, dans les Caraïbes, et aux États-Unis, notamment en Floride et en Californie.
Les agents pathogènes sont des bactéries mobiles du genre Candidatus Liberibacter spp. Ces bactéries sont transmises par deux espèces d'insectes de la famille des Psyllidae proches des pucerons et inféodés aux agrumes : le psylle asiatique des agrumes, Diaphorina citri et, en Afrique, par le psylle africain des agrumes, Trioza erytreae.
En 1994, les chercheurs de l’INRA de Bordeaux ont identifié les deux espèces bactériennes responsables de la maladie en Asie et en Afrique : Candidatus Liberibacter asiaticus et Candidatus Liberibacter africanus.
La maladie découverte au Brésil a été attribuée à une troisième espèce plus virulente, Candidatus Liberibacter americanus.

## Répartition
Les symptômes de la maladie du dragon jaune sont attestés en Inde dès le XVIIIe siècle, mais l'agent pathogène était probablement déjà présent chez les Rutacées indigènes lorsque les premières plantations d'agrumes sont intervenues.
La maladie a été signalée dans le sud-est de la Chine vers la fin du XIXe siècle. En Afrique du Sud, la maladie a été signalée pour la première fois au milieu du XXe siècle.
L'aire de répartition actuelle[Quand ?] de la maladie du dragon jaune s'étend principalement en Asie tropicale et subtropicale. On l'a signalée dans toutes les régions productrices d'agrumes d'Asie, sauf au Japon. La maladie a touché les cultures en Chine, à Taïwan, en Inde, au Bangladesh, au Bhoutan, au Népal, au Sri Lanka, en Malaisie, en Indonésie, au Myanmar, au Sri Lanka, au Cambodge, au Laos, au Vietnam, en Thaïlande, dans les Philippines, dans les îles Ryukyu, au Pakistan, en Afghanistan, en Iran, en Arabie saoudite et au Yémen.
Hors d'Asie, la maladie a également affecté l'Afrique — Afrique du Sud (depuis 1947), Burundi, Cameroun, Éthiopie, Kenya, Madagascar, Malawi, République centrafricaine, Ruanda, Somalie, Swaziland, Tanzanie et Zimbabwe, ainsi que La Réunion, l'île Maurice et les Comores — et l'Océanie — Papouasie-Nouvelle-Guinée (depuis 2002).
En Amérique, continent touché depuis le début du XXIe siècle, la maladie du dragon jaune est présente dans les pays suivants : Belize, Brésil (depuis 2004), République Dominicaine, Guatemala, Honduras et la Floride (États-Unis) depuis 2005, ainsi que plusieurs localités du Mexique depuis 2009,,,,.
La maladie s'est étendue récemment dans plusieurs pays d'Amérique centrale — Jamaïque, Cuba en 2007 — ainsi que dans plusieurs États des États-Unis proches de la Floride — Louisiane, Géorgie, Caroline du Sud et Texas.
Le 30 mars 2012, la maladie du dragon jaune a été confirmée sur un seul arbre (pamplemoussier) à Hacienda Heights (comté de Los Angeles) en Californie. Les perspectives sont sombres pour les vergers d'agrumes omniprésents en Californie car les producteurs des zones résidentielles sont peu susceptibles d'utiliser systématiquement les insecticides qui ont démontré leur efficacité dans les vergers commerciaux.
Elle est absente des régions agrumicoles d'Australie et du bassin méditerranéen.

## Symptômes

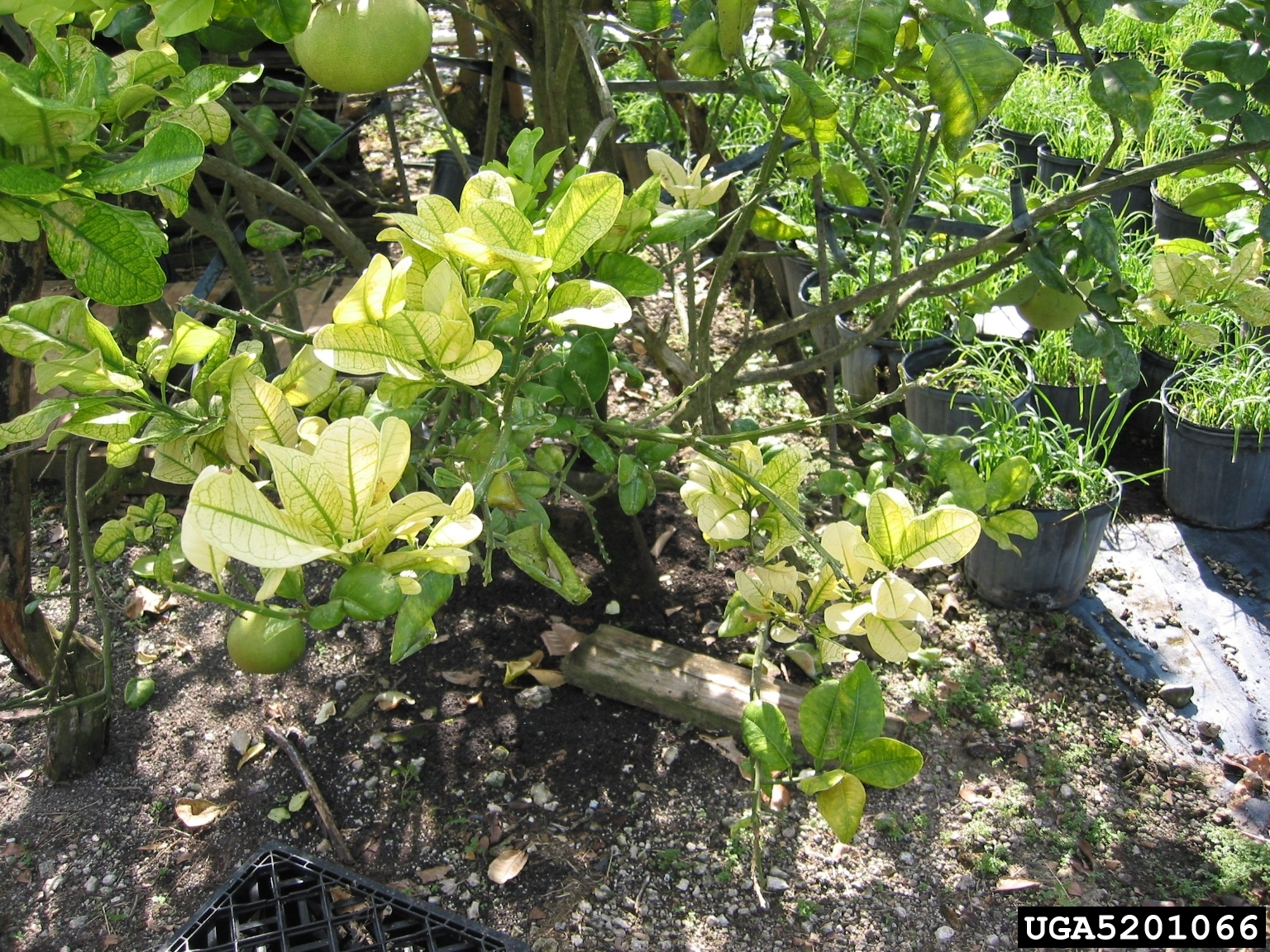
Symptômes foliaires sur pamplemoussier (Citrus maxima).

Les symptômes les plus courants qui signalent cette maladie sont le jaunissement des nervures de la feuille et des tissus adjacents, suivi du jaunissement ou de la marbrure de toute la feuille. Il s'ensuit une défoliation prématurée et le dépérissement des rameaux, ainsi que la pourriture des radicelles nourricières et des racines latérales. La vigueur de la plante décline et conduit, en fin de compte, à la mort de l'arbre.
Les arbres malades ont un retard de croissance, et portent de nombreuses fleurs hors-saison (dont la plupart tombent), produisant des fruits petits, de forme irrégulière à la peau claire, épaisse, qui reste verte à la base. Les fruits de ces arbres ont un goût amer.

## Solutions envisagées
Il n'existe aucun traitement curatif contre cette maladie et les efforts pour lutter contre la maladie du dragon jaune ont été ralentis parce que les arbres infectés sont difficiles à maintenir, à régénérer et à étudier. Des chercheurs de l'Agricultural Research Service (Service de recherche agricole, États-Unis) ont utilisé des citronniers infectés par la maladie du dragon jaune pour infecter des plants de pervenche de Madagascar (Catharanthus roseus) dans le but d'étudier la maladie. Les pervenches sont facilement infectées par la maladie et réagissent aux traitements antibiotiques ou bactéricides expérimentaux. Les chercheurs testent l'effet de la pénicilline G sodique et du DBNPA (2,2-dibromo-3-nitrilopropionamide) comme traitements potentiels pour les agrumes infectés sur la base des résultats positifs qui ont été observées sur la pervenche.
En juin 2014, le département de l'Agriculture des États-Unis a alloué 31,5 millions de dollars américains pour la recherche sur les méthodes de lutte contre la maladie. La création d'une variété génétiquement modifiée était évoquée, mais se poserait alors la question de son acceptabilité par les consommateurs.En 2012 des essais en serre montre que l'incorporation de deux gènes provenant de l'épinard dans des agrumes améliorait leur résistance à la maladie du dragon jaune,. 

### Résistance
En Australie, les espèces indigènes comme C. australis et d’autres espèces de limes, notamment  C. australasica, C. glauca et C. inodora, ainsi que leurs hybrides, ont montré différents degrés de résistance au HLB, constituant des ressources génétiques précieuses pour la sélection de cultivars résistants au HLB, et pour une utilisation comme porte-greffes ou comme porte-greffe intermédiaire (interstock). 
Une protéine immunitaire (MYC2) confère la résistance. Elle varie selon l'allèle du gène PUB21 et ses promoteurs. Un circuit de régulation a été identifié (2025) entre l'expression de PUB21 et la stabilité de MYC2 qui confère la résistance. Un peptide de 14 acides aminés, APP3-14, pulvérisé sur les arbres a contrôlé le HLB lors d'essais en serre et au champ. 

## Impact économiqueZhaoet al.
La maladie du dragon jaune est l'une des menaces les plus importantes pour la production mondiale d'agrumes. Dans le monde entier, plus de 60 millions d'arbres ont été détruits par la maladie dans les années 1990. Seulement dans l'ouest de Java, pas moins de 3 millions d'arbres ont été détruits par le Huanglongbing depuis 1960 et cette destruction est encore en cours.
En 2016, la maladie touche plus fortement les vergers de plusieurs pays, notamment du Brésil, premier exportateur mondial de jus d'orange, ou encore de la Floride, faisant augmenter le prix du jus d'orange en gros.
Au cours des années 2020, la maladie touche à nouveau les vergers de plusieurs grands pays producteur comme le Brésil, ou encore la Floride, provoquant un envol, par vagues successives, des cours du jus d'orange sur le marché à terme jusqu'à des niveaux jamais vu jusque là, un quintuplement en 4 ans.